# Nord (departament)
Nord este un departament în nordul Franței, situat în regiunea Hauts-de-France. Este unul dintre departamentele originale ale Franței create în urma Revoluției din 1790. Este cel mai nordic departament al Franței (de aici și numele) și este și cel mai populat.

## Localități selectate

### Prefectură
- Lille

### Sub-prefecturi
- Avesnes-sur-Helpe
- Cambrai
- Douai
- Dunkerque
- Valenciennes

### Alte orașe
- Armentières
- Coudekerque-Branche
- Croix
- Denain
- Grande-Synthe
- Hazebrouck
- La Madeleine
- Lambersart
- Loos
- Marcq-en-Barœul
- Maubeuge
- Mons-en-Barœul
- Ronchin
- Roubaix
- Saint-Pol-sur-Mer
- Tourcoing
- Villeneuve d'Ascq
- Wattignies
- Wattrelos

### Alte localități
- Landrecies

## Diviziuni administrative
- 6 arondismente;
- 79 cantoane;
- 652 comune;